# Fredericka Martin
Fredericka Imogene  Martin (* 2. Juni 1905 in Cooperstown, New York; † 4. Oktober 1992 in Cuernavaca, Mexiko) war eine US-amerikanische Krankenschwester, Schriftstellerin und Fotografin. Sie war während des spanischen Bürgerkrieges leitendes Mitglied einer amerikanischen medizinischen Einheit der Internationalen Brigaden und engagierte sich später als Fürsprecherin der indigenen alëutischen Bevölkerung.

## Jugend und Ausbildung
Fredericka Freddie Imogene Martin wurde am 2. Juni 1905 in Cooperstown im Bundesstaat New York geboren. Ihr Vater starb bereits vor ihrer Geburt bei einem Unfall, ihre Mutter heiratete erneut als Martin fünf Jahre alt war. Die Familie zog anschließend nach Oneonta, New York, wo Martin die Schule besuchte. Nach Abschluss der High School schloss sie sich dem St. Margaret Episcopalian Order of Nuns in New Jersey an. 1925 besuchte sie die Krankenpflegeschule des Christ Hospital in Jersey City und arbeitete in einer Reihe verschiedener Krankenhäuser. 1929 heiratete Martin den aus England stammenden Alexander Cohen. In den darauf folgenden Jahren interessierte sie sich zunehmen für die Gewerkschaftsarbeit und besuchte verschiedene politische Kurse. Zudem erlernte sie sowohl die russische wie auch die jiddische Sprache.

## Einsatz im Spanischen Bürgerkrieg
Bei einem Besuch in Europa und der Sowjetunion 1935 wurde der politisch interessierten Martin die Bedrohung durch die zunehmende Verbreitung des Faschismus bewusst und sie schloss sich nach ihrer Rückkehr in Europa einer medizinischen Hilfsorganisation für die Unterstützung der spanischen Demokratie, dem Medical Bureau and North American Committee to Aid Spanish Democracy an. Dieser Verein unterstützte Spanien nicht nur durch Spenden, sondern rekrutierte auch medizinisches Personal für den Einsatz im spanischen Bürgerkrieg. So verließ Martin am 16. Januar 1937 an Bord der S.S. Parisas als Mitglied der ersten medizinischen Einheit die Vereinigten Staaten in Richtung Spanien. Unter Leitung des Chirurgen Edward Barsky und als Teil der Internationalen Brigaden diente Martin als Oberschwester und Verwaltungsleiterin der amerikanischen Krankenhäuser in Spanien während des Bürgerkrieges. Sie kehrte im Februar 1938 in die Vereinigten Staaten zurück.

## Einsatz für die Alëuten
Martin ließ sich nach ihrer Rückkehr aus Spanien von Cohen scheiden und heiratete 1940 den Arzt Samuel Berenberg. Berenberg nahm 1941 eine Stelle auf den Pribilof Islands im Beringmeer an und leitete mit Unterstützung seiner Frau das Fish and Wildlife Hospital auf der Sankt-Paul-Insel. Bei dieser Arbeit kam Martin in Kontakt mit der indigenen Bevölkerung der Alëuten und unterstützte diese als deren Sprecherin und Anwältin bei ihrem Kampf um Selbstbestimmung und Freiheit. Während der zehn Jahre, die Martin auf den Alëuten verbrachte, entstanden zudem eine Reihe verschiedener Artikel und Bücher, sie übersetzte verschiedene Schriften und gab ein alëutisches Wörterbuch heraus.

## Rückzug nach Mexiko
Martin kehrte gemeinsam mit ihrem Mann und ihrer neugeborenen Tochter Tobyanne nach New York zurück. 1950 wurde die Ehe geschieden und Martin verlegte ihren Wohnsitz nach Cuernavaca in Mexiko. Die Gemeinde wurde zur Heimat einer Reihe amerikanischer Auswanderer und spanischer Exilanten. Martin verdiente dort in den nächsten 40 Jahren ihren Lebensunterhalt als Schriftstellerin und Spanischlehrerin. 
Martin erhielt 1986 die Ehrenbürgerschaft der Sankt-Paul-Insel sowie die Ehrendoktorwürde der University of Alaska. Sie starb am 4. Oktober 1992 in Cuernavaca.

## Schriften
- Before the Storm. A Year in the Pribilof Islands, 1941-1942. Hg. von Raymond Hudson, University of Alaska Press 2010; ISBN 978-1-60223-076-7
- Sea Bears. The Story Of The Fur Seal. Philadelphia 1960
- Three Years of Pribilof Progress. 1950
- Pribilof Sealers-Serfs of the North. 1948
- The Wind is No River. (Unveröffentlichtes Manuskript)